# Choquinhos com tinta
Choquinhos com tinta é um prato típico da culinária portuguesa, tendo como origem a região de Algarve. Esta receita foi selecionada para integrar o Caderno de Tapas e Petiscos do Alentejo, Algarve e Andaluzia, produzido pela Eurorregião Alentejo, Algarve e Andaluzia (EUROAAA) para a promoção e divulgação territorial.